# Carpasio
Carpasio (en ligur Carpaxe) és un comune italià, situat a la regió de la Ligúria i a la província d'Imperia. El 2011 tenia 154 habitants.

## Geografia
Situat a l'alta vall Carpasina, compta amb una superfície de 16,29 km² i les frazioni d'Arzene, Costa, Fontanili. Limita amb les comunes de Borgomaro, Molini di Triora, Montalto Ligure, Prelà i Rezzo.